# Белац, Предраг
Пре́драг Бе́лац (серб. Предраг Бјелац; род. 30 июня 1962, Белград, Югославия) — сербский актёр, известный по роли Игоря Каркарова в фильме «Гарри Поттер и Кубок огня».

## Биография
Родился в 1962 году в Белграде, Югославии. Окончил факультет драматического искусства в Белграде в 1986 году. В 1988 году учился в театральном институте «The Lee Strasberg» в Нью-Йорке.

## Роли в кино
Предраг Белац снялся примерно в 35 фильмах и сериалах производства Сербии, Югославии, США, Канады, Великобритании, Чехии и Германии. 
Наиболее известными ролями Предрага Белаца считаются: Игорь Каркаров в фильме «Гарри Поттер и Кубок огня», лорд Доннон в фильме «Хроники Нарнии: Принц Каспиан», Владо Петрович в немецкой драме «Саша», а также Франческо Пиколломини в сериале «Борджиа» (2011).

## Личная жизнь
В настоящее время проживает и работает в Чехии вместе со своей женой Катариной. Имеет двух дочерей: Уна и Тара.

## Фильмография
- Воины (1999)
- Бессмертный (2000-2001)
- Дети Дюны (2003)
- Евротур (2004)
- Гарри Поттер и Кубок огня (2005) — Профессор Каркаров
- Омен (2006)
- Хроники Нарнии: Принц Каспиан (2008) — Лорд Доннон
- Саша (2010) — Владо Петрович
- Борджиа (2011) — Франческо Пиколломини